# Piper cihuatlanense
Piper cihuatlanense är en pepparväxtart som beskrevs av A.J. Bornstein. Piper cihuatlanense ingår i släktet Piper och familjen pepparväxter. Inga underarter finns listade i Catalogue of Life.